# Ekunha
Ekunha (auch Ecunha) ist ein Landkreis und eine Kleinstadt in Angola. Vor 1975 hieß der Ort Vila Flor.

## Verwaltung
Ekunha ist Sitz eines gleichnamigen Kreises (Município) in der Provinz Huambo. Der Kreis umfasst eine Fläche von 1677 km² und hat etwa 92.000 Einwohner (Schätzung 2011). Die Volkszählung 2014 soll fortan gesicherte Bevölkerungsdaten liefern.
Zwei Gemeinden (Comunas) bilden den Kreis Ekunha:
- Chipeio (auch Tchipeio oder Quipeio)
- Ekunha (auch Ecunha)